# Isla de Luzón (1887)
El Isla de Luzón fue un crucero de segunda categoría de la Armada Española, cabeza de la clase Isla de Luzón, que participó en la guerra de Margallo y la guerra Hispano-Estadounidense, ambas a finales del siglo XIX. Tras esta última guerra fue reflotado por los estadounidenses, recatalogado como cañonero y renombrado como USS Isla de Luzon. El buque pasó a ser usado en préstamo por las Milicias Navales de Lousiana e Illinois, hasta que volvió a la Armada de Estados Unidos al comienzo de su participación en la Primera Guerra Mundial. En 1920 fue vendido a una naviera mercante que lo renombró como Reviver, concluyendo así su uso militar. Finalmente fue desguazado en 1931.

## Servicio en España

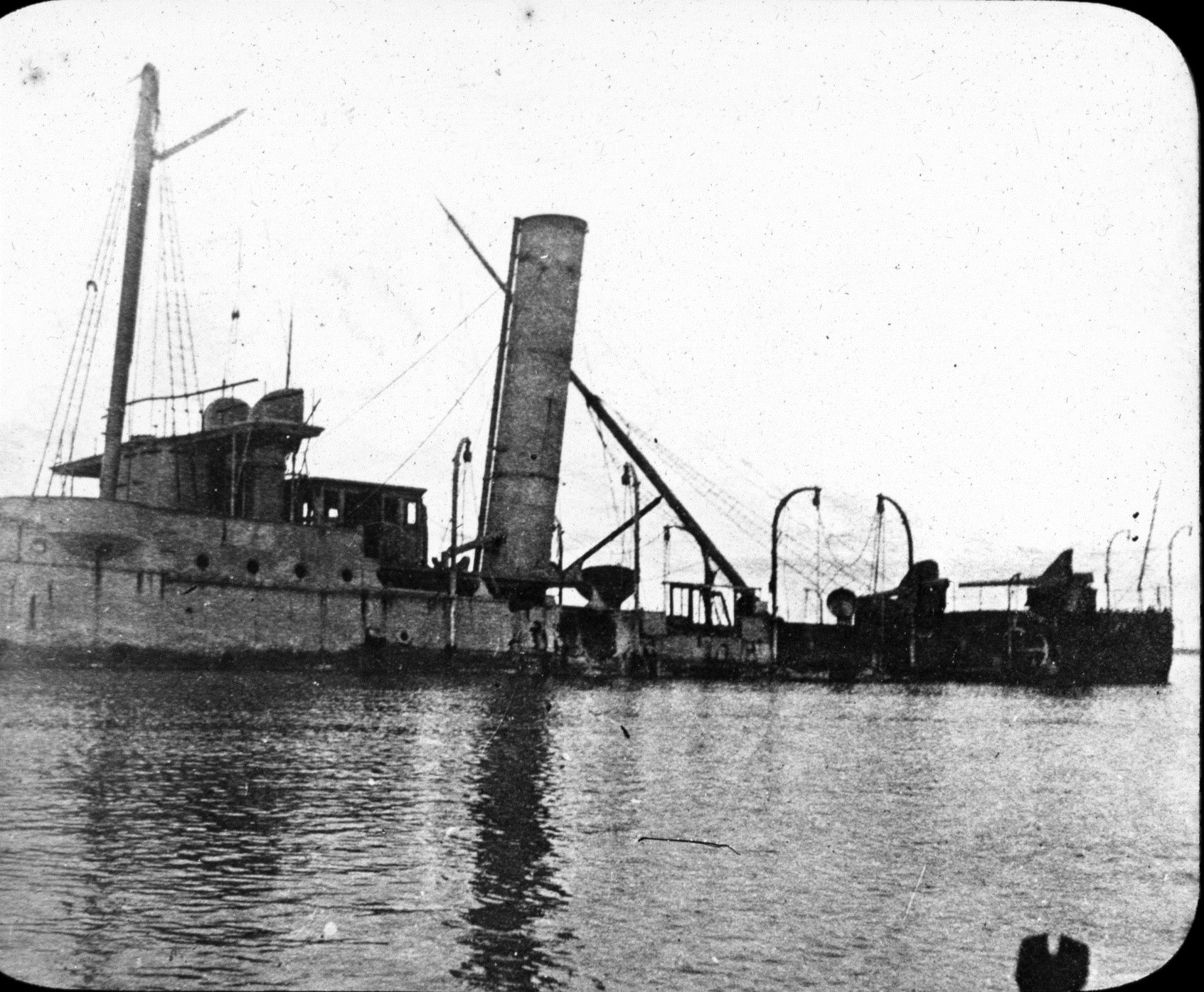
Naufragio del Isla de Luzón en 1898.

Fue construido en los astilleros ingleses de Armstrong-Elswick en 1886 a un coste de adquisición de 96 000 ₤. El buque tenía una única defensa, que consistía en una cubierta blindada con un espesor entre 37 y 62 mm. Tras ser completado, se unió a la flota metropolitana. Con motivo de la inauguración de la Exposición Universal de Barcelona, el 20 de mayo de 1888 se reunieron en el puerto varios buques de la escuadra española, la fragata blindada Numancia, las fragatas de hélice Gerona y Blanca, los cruceros Castilla y Navarra, el propio Isla de Luzón e Isla de Cuba, el Destructor, los cañoneros Pilar y Cóndor y el transporte Legazpi. El buque simultaneó este evento con el patrullaje de la costa del Sáhara entre 1897 y 1891, alternándose con el crucero Isla de Cuba.
Participó en la primera guerra del Rif de 1893-1894, efectuando bombardeos costeros entre Melilla y Chafarinas. Cuando se rompieron las hostilidades tras la insurgencia Tagalog en Filipinas entre 1896 y 1897, fue enviado para unirse a la escuadra del almirante Patricio Montojo y Pasarón. 
El Isla de Luzon formó parte de la escuadra de Montojo durante la Guerra Hispano-Estadounidense que se enfrentó el 1 de mayo a la escuadra asiática de la US Navy en la batalla de Cavite. 
Cuando la escuadra de Montojo se rindió tras la batalla de Cavite, el crucero español Isla de Luzón fue hundido en aguas poco profundas por su tripulación para evitar su captura, aunque su obra muerta quedó por encima de la línea de flotación, por lo que fue abordado por miembros de la tripulación del cañonero USS Petrel.

## Servicio en Estados Unidos

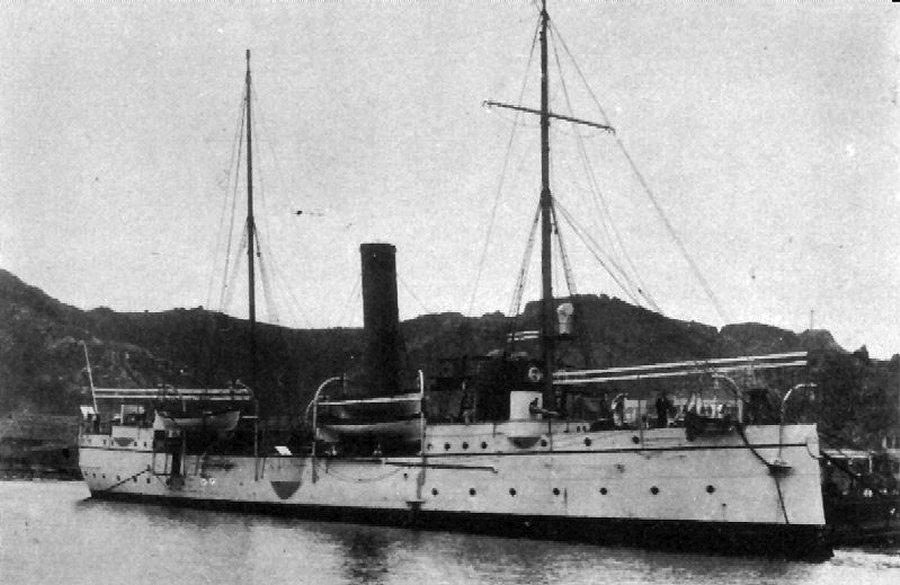
El buque, ya recuperado por la Armada Estadounidense como USS Isla de Luzon, en 1905.

Tras la ocupación de las Filipinas por parte de los Estados Unidos, la Armada de los Estados Unidos procedió a rescatar el buque, catalogándolo como cañonero designándolo como USS Isla de Luzon. El buque fue remolcado a Singapur, donde se le repararon los daños y se le sustituyeron los cañones originales de 120 mm por otros de 4" (102 mm), asignándolo para el servicio el 31 de enero de 1900.
Operando desde Zamboanga, Islas Filipinas, el USS Isla de Luzon apoyó operaciones navales y terrestres contra insurgentes filipinos. Sirvió como una unidad del Escuadrón Sur que cortó los suministros de los insurgentes filipinos en Samar; y ayudó en la captura de Vicente Lucbán Rilles, el líder insurgente en Samar, y en el bloqueo de la isla de Samar, todo lo cual contribuyó a la declaración final del armisticio. Operó en las islas Filipinas dando soporte naval a las fuerzas de tierra contra los insurgentes filipinos. 
El USS Isla de Luzon partió rumbo a los Estados Unidos el 15 de agosto de 1902. Fue asignado al US Middle East Force Command. Tras cruzar el Canal de Suez y el Mediterráneo, llegó a Pensacola, Florida, el 16 de marzo de 1903. El 6 de diciembre de 1907 fue asignado (en préstamo) a la Milicia Naval de Lousiana y posteriormente a la Milicia Naval de Illinois, en los Grandes Lagos, para ser utilizado como buque escuela.
En fecha incierta, probablemente entre 1908 y 1911, se le cambiaron las calderas y la configuración del buque, montando  calderas acuotubulares Babcock & Wilcox con dos embudos altos y delgados que sustituían al único que montaban desde fábrica.
Al comienzo de la participación norteamericana en la Primera Guerra Mundial, en abril de 1917, el USS Isla de Luzon fue estacionado y reasignado a la US Navy el 19 de mayo en Chicago, para entrenamiento de tripulaciones hasta el 30 de septiembre de 1918, cuando fue destinado a la base naval de torpedos. Tras la instalación de tubos lanzatorpedos, estuvo en la bahía Narragansett desde el 13 de noviembre de 1918 hasta el 13 de diciembre de 1918.
El USS Isla de Luzon fue apartado del servicio activo el 15 de febrero de 1919, causando baja en las lista de la US Navy el 23 de julio de 1919, siendo vendido el 10 de marzo de 1920 a la naviera Bahama & West Indies Trading Co., de Nueva York, y renombrado Reviver. En 1923 fue revendido a la naviera Bahama Salvors, Ltd., con sede en Nassau (Bahamas). Fue desguazado en 1931.